# Parc Provincial de la Rivière Bleue
Der Parc Provincial de la Rivière Bleue ist ein Naturpark in der Südprovinz des französischen Überseegebiets Neukaledonien. Er ist der meistbesuchte Naturpark des Archipels und beheimatet die größte Anzahl des endemischen Nationalvogels Kagu.

## Geographie
Der 22.000 ha umfassende Park erstreckt sich vom westlichen Teil des Stausees Lac de Yaté bis wenige Kilometer vor die Hauptstadt Nouméa. Er liegt auf einer Höhe von 160 m bis 1250 m und schließt die Flüsse Rivière Bleue (Blauer Fluss), Rivière Blanche (Weißer Fluss), die den Stausee speisen, sowie den dazwischen liegenden Rivière du Mois de Mai (Fluss des Monats Mai) ein. Er liegt zur Hälfte im Ramsar-Gebiet Lacs du Grand Sud. Der Eingang befindet sich jedoch in Ouénarou, 66 km von Nouméa entfernt.

## Geschichte
Im Tal des Blauen Flusses wurden spiralförmige, in Peridotit gravierte Petroglyphen entdeckt, die auf eine frühe Besiedelung hinweisen. Anfang des 20. Jahrhunderts wurden in dem Gebiet Bergbau und Holzwirtschaft betrieben. Mehr als 36 km Eisenbahnschienen wurden gelegt, um die Baumstämme und Chrom an den Fluss Rivière des Pirogues zu transportieren, wo es ein Sägewerk und eine Bootsanlegestelle gab. 1958 wurde eine 80 m lange Holzbrücke, Pont Pérignon, über den Blauen Fluss gebaut. Sie wurde 2014 als Monument historique provincial klassifiziert. Ebenfalls 1958 wurde der Staudamm errichtet und 1960 ein Tierreservat geschaffen, das 1980 in einen Territorialpark umgewandelt wurde. Im Jahr 2024 wurde die Infrastruktur des Parks wie Wanderwege, Stege, Brücken, Hütten und Empfangsgebäude erneuert.

## Flora und Fauna

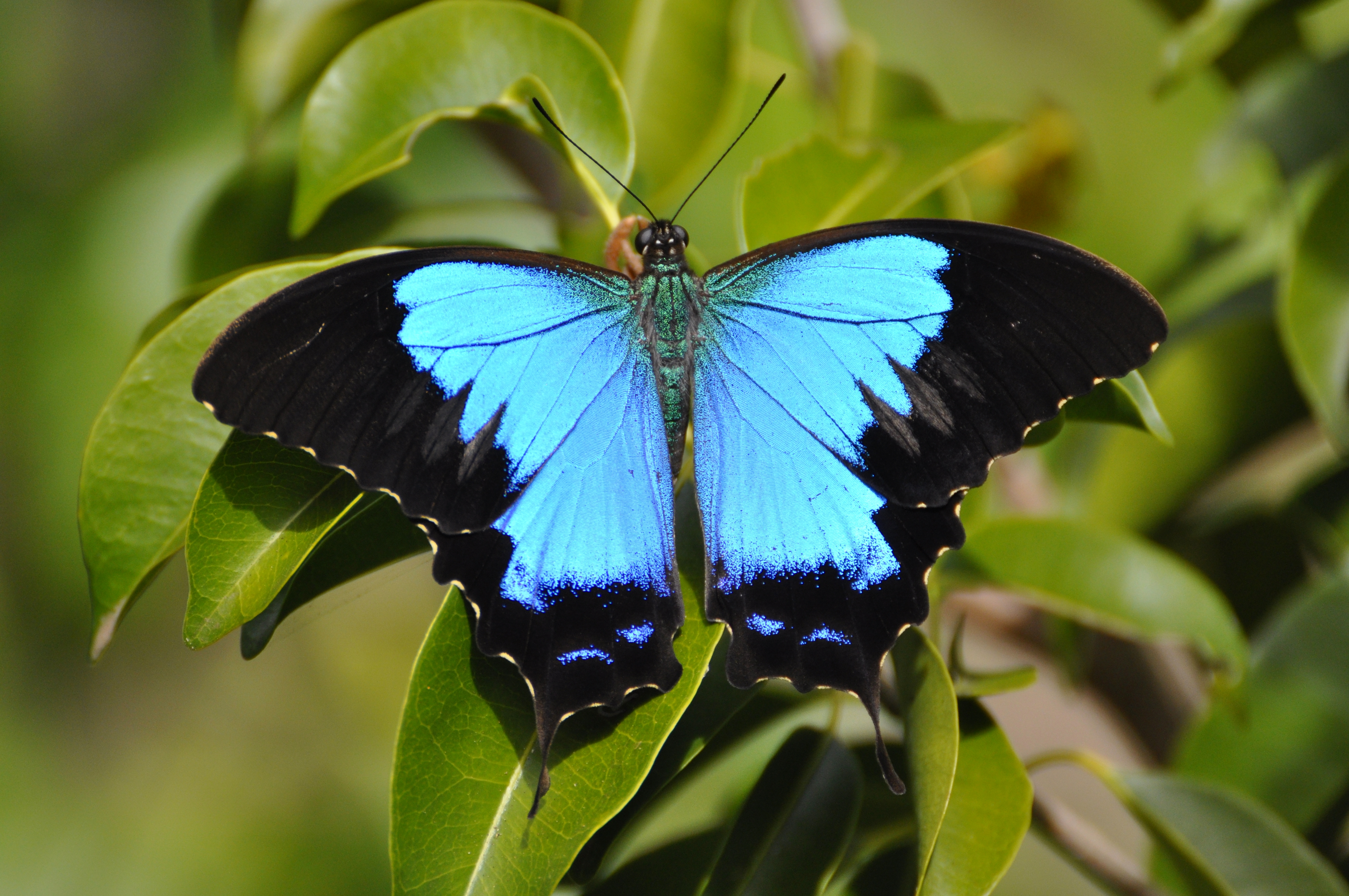
Endemischer Papilio montrouzieri

Der Park weist eine hohe Anzahl verschiedener Arten von tropischem Regenwald und metallresistente Vegetation einer Bergbaufolgelandschaft auf, die aus über 80 % endemischen Pflanzen besteht. Sie haben sich an die ultra-mafischen und mineralreichen Böden angepasst. Ein auf über 1000 Jahre geschätzter, 40 m hoher Grand-Kauri-Baum (Agathis lanceolata) bildet das Wahrzeichen des Parks. Eine Besonderheit stellt der Forêt noyée (versunkener Wald) dar, unverwesliche, intakte Bäume, die seit dem Bau des Staudamms aus dem See ragen und eine magische Atmosphäre vermitteln. Weit verbreitet ist die endemische, fleischfressende Kannenpflanzenart Nepenthes vieillardii, die endemische Orchideenart Achlydosa glandulosa und der weltweit einzig bekannte parasitäre Nadelbaum Parasitaxus usta. Entlang eines Wanderwegs wurden 40 Palmenarten angepflanzt, 39 davon sind endemische Arten.
Von den 40 Vogelarten im Park sind 19 endemische Arten, darunter der bedrohte Kagu. Anfang der 1980er Jahre gab es davon nur rund 60 Exemplare im Park, bei der letzten Zählung 2019 war seine Zahl auf 960 angewachsen. Weitere seltene Vogelarten im Park sind der Rotgesichthonigfresser, die Geradschnabelkrähe und die Riesenfruchttaube. Außerdem beherbergt er über 20 endemische Eidechsen sowie mehrere Riesengecko-Arten wie der Neukaledonische Riesengecko (größter Gecko der Welt), Sarasins Gecko, der Höckerkopfgecko und der Kronengecko. In den Gewässern sind mehrere mikro-endemische Fischarten zu finden. In einem Informationszentrum am Eingang können sich Besucher mittels Bildtafeln, Vitrinen, Ausstellungen und Dokumentarfilmen über die Artenvielfalt im Park informieren.